# 1874 na música

## Nascimentos
| Data           | Nome              | Profissão               | Nacionalidade     | Observações | Ref |
| -------------- | ----------------- | ----------------------- | ----------------- | ----------- | --- |
| 13 de Setembro | Arnold Schönberg  | compositor              | Áustria austríaco | m. 1951     |     |
| 20 de Outubro  | Charles Ives      | compositor              | Estados Unidos    | m. 1954     |     |
| 25 de Dezembro | Lina Cavalieri    | cantora de ópera        | Itália            | m. 1944     |     |
| (?)            | Eduardo das Neves | compositor e violinista | Brasil            | m. 1919     |     |

## Mortes
| Data | Nome | Profissão | Nacionalidade | Observações | Ref |
| ---- | ---- | --------- | ------------- | ----------- | --- |